# Megaselia compacta
Megaselia compacta är en tvåvingeart som beskrevs av Schmitz 1940. Megaselia compacta ingår i släktet Megaselia och familjen puckelflugor. Inga underarter finns listade i Catalogue of Life.